# Coleman Francis
Coleman Francis (Oklahoma, 24 gennaio 1919 – Hollywood, 15 gennaio 1973) è stato un regista, attore e produttore cinematografico statunitense.

## Biografia
Inizialmente attore, ma molto spesso comparsa, in alcuni film di Russ Meyer (Lungo la valle delle bambole e Motorpsycho!) e di Ray Dennis Steckler intraprende la carriera di regista nel 1961 realizzando il film The Beast of Yucca Flats, considerato uno dei più brutti film di tutti i tempi.
Successivamente avrebbe diretto solo altri due film, anch'essi poco considerati dalla critica ma recentemente rivalutati come cult movie per bruttezza.

## Filmografia

### Attore (parziale)
- The Beast of Yucca Flats (1961) (non accreditato)
- The Skydivers (1963)
- Motorpsycho! (1965)
- Night Train to Mundo Fine (1966)
- Lungo la valle delle bambole (1970)

### Regista
- The Beast of Yucca Flats (1961)
- The Skydivers (1963)
- Night Train to Mundo Fine (1966)